# FAIR CHILD
『FAIR CHILD』（フェアチャイルド）は、中村あゆみ3枚目のスタジオ・アルバム。1986年3月21日発売。発売元はマイカルハミングバード。

## 収録曲
作詞・作曲・編曲 高橋研（特記以外）
1. Wild Child（3:56）
  - 作詞 中村あゆみ・高橋研
2. Come Back <To My Home Town>（2:33）
  - 作詞 中村あゆみ・高橋研
3. 真夜中にラナウェイ（4:42）
  - ストリングスアレンジ 若草恵
4. 彼女はMAMA（4:19）
  - 作詞 中村あゆみ
5. Answer（4:19）
  - 作曲 高橋研・中村あゆみ ストリングスアレンジ 若草恵
6. ベイエリアの少年（4:58）
  - ストリングスアレンジ 若草恵
7. 金曜日のバレリーナ（4:37）
  - ストリングスアレンジ 若草恵
8. ダンスで街にくり出そう<Do you wanna dance>（3:41）
9. Jail House Boy（4:14）
  - 作詞 中村あゆみ 作曲 陣内孝則
10. Bad Boy's Blue（4:25）
  - 作詞 岩里祐穂 作曲 崎谷健次郎
11. Fair Child（0:46）
  - 作詞・作曲 中村あゆみ